# Sulfolobus tengchongensis Spindle-Shaped Virus
El virus 1 en forma de huso del Sulfolobus tengchongensis, denominado STSV1 por su sigla en inglés (Sulfolobus tengchongensis Spindle-Shaped Virus 1), de la familia Bicaudaviridae, tiene la morfología de un husillo (230 por 107 nm) con una cola de longitud variable (68 nm en promedio) en un extremo y es el más grande virus en forma del husillo conocido.

## Infección
El virus descubierto y aislado a partir de una muestra de campo en Tengchong, China, después de infectar a su huésped arqueal, el virus se multiplica rápidamente hasta títulos elevados ( > 10 ( 10 ) UFP / ml ). La replicación del virus retardó el crecimiento del hospedante, pero no causó la lisis de las células huésped. STSV1 no se integra en el cromosoma del huésped y existe en un estado de portador. El ADN STSV1 se modificó de manera inusual , presumiblemente por sistemas de modificación codificados por el virus.

## Características
STSV1 alberga un genoma de ADN de doble cadena de 75.294 pb, que no comparte ninguna significativa similitud significativa de secuencia con los de fuselovirus. El genoma viral contiene un total de 74 marcos de lectura abiertos (ORFs ), entre los que 14 tienen una función putativa . Cinco ORFs codifican proteínas estructurales virales, incluyendo una proteína de la cubierta de la alta abundancia. Los productos de los otros nueve ORFs están probablemente involucrados en la biosíntesis del polisacárido, el metabolismo de nucleótidos y la modificación del ADN . El genoma viral se divide en dos mitades casi iguales de orientación opuesta de los genes. Tanto esta observación, como el punto de análisis de inclinación-GC para la presencia de un origen putativo de replicación viral en la región intergénica 1,4 - kb, entre ORF1 y ORF74, permitieron identificar STSV1 como un virus diferente que infectar al género Sulfolobus, según sus características morfológicas y genómicas.